# Angeł Czerwenkow
Angeł Dimitrow Czerwenkow (ur. 10 lipca 1964 w miejscowości Boljarowo, niedaleko Jambołu) – bułgarski piłkarz występujący na pozycji środkowego pomocnika, oraz trener piłkarski.

## Kariera piłkarska
Jest wychowankiem Tundży Jamboł, z którą zadebiutował w rozgrywkach II lidze. W wieku dwudziestu lat trafił do CSKA Sofia. Kiedy w 1987 roku odchodził do Lokomotiwu Gorna Oriachowica, miał na swoim koncie tytuł mistrza kraju oraz po dwa zwycięstwa w rozgrywkach o Puchar Bułgarii i Puchar Armii Sowieckiej.
Drugi, po CSKA, owocny etap w jego piłkarskiej karierze, to pięć sezonów spędzonych w Etyrze Wielkie Tyrnowo. Czerwenkow był zawodnikiem Etyru, kiedy pod koniec lat 80. drużyna prowadzona przez Georgi Wasilewa awansowała do czołówki ligi; najpierw dwukrotnie zajęła trzecie miejsce w tabeli, a następnie – w rozgrywkach 1990–1991 – zdobyła mistrzostwo kraju. Jego klubowymi kolegami byli wówczas reprezentanci Bułgarii, późniejsi zdobywcy IV miejsca na Mundialu 1994: Trifon Iwanow, Krasimir Bałykow, Canko Cwetanow i Ilian Kiriakow. Piłkarską karierę zakończył w 1996 roku (miał trzydzieści lat) w barwach pierwszoligowego FK Montana.
W reprezentacji Bułgarii, między 1984 a 1987 rokiem, wystąpił pięciokrotnie.

## Kariera szkoleniowa
Pod koniec lat 90. rozpoczął pracę szkoleniową jako opiekun młodzieży w CSKA. Niedługo potem został zatrudniony na stanowisku trenera zespołu seniorów w broniącym się przed spadkiem z ekstraklasy Czerno More Warna, jednak ta przygoda – podobnie jak kolejna w drugoligowym Miniorze Bobowdoł – okazała się krótkotrwała. W 2003 roku ponownie trafił do CSKA. Był asystentem pierwszego trenera (m.in. Stojczo Mładenowa i Miodraga Ješicia) aż przez cztery sezony, chociaż w tym czasie w klubie pracowało pięciu różnych szkoleniowców.
W kwietniu 2007 roku otrzymał propozycję prowadzenia litewskiego FBK Kaunas, którego właściciel – rosyjski milioner Władimir Romanow – trzy miesiące później zatrudnił go na stanowisku trenera drużyny rezerw w swoim drugim klubie: szkockim Heart of Midlothian. Jednak już po pierwszej kolejce rozgrywek 2007–2008, kiedy Hearts przegrało 0:1 z Hibernianem, Romanow włączył Czerwenkowa do sztabu szkoleniowego pierwszego zespołu. W Hearts pracował do marca 2009 roku, z trzymiesięczną przerwą (kwiecień-czerwiec 2008) na prowadzenie litewskiego FK Šilutė.
Pod koniec sierpnia 2009 powrócił do ojczyzny. Został trenerem Liteksu Łowecz. Zastąpił na tym stanowisku Stanimira Stoiłowa, który złożył dymisję po porażce z BATE Borysów w eliminacjach do Ligi Europy. Liteks, w którym wówczas grali m.in. Uroš Golubović, Iwelin Popow, Momcził Cwetanow, Radostin Kisziszew i Płamen Nikołow, zakończył sezon na pierwszym miejscu. Było to pierwsze mistrzostwo kraju dla zespołu z Łowecza od jedenastu lat. Jednak już półtora miesiąca po tym osiągnięciu został zwolniony. Przyczyną dymisji była porażka Liteksu w eliminacjach do Ligi Mistrzów z MŠK Žilina (1:1, 1:3).
21 grudnia 2010 podpisał kontrakt z ukraińskim PFK Sewastopol, w którego barwach występowali wówczas m.in. były reprezentant Serbii Igor Duljaj oraz Polak Mariusz Lewandowski. Jednak mimo to klub na koniec sezonu 2010–2011 zajął dopiero piętnaste miejsce w tabeli, co oznaczało spadek do drugiej ligi. W lipcu 2012 stał na czele słowackiego klubu 1. FC Tatran Prešov, z którym pracował do grudnia 2012. 14 stycznia 2014 ponownie objął stanowisko głównego trenera FK Sewastopol, który prowadził do zakończenia sezonu 2013/14. 13 sierpnia 2015 został mianowany na stanowisko głównego trenera Arsenału Kijów. 15 grudnia 2015 za obopólną zgodą kontrakt został anulowany. W 2016 prowadził Łokomotiw Gorna Orjachowica. 13 czerwca 2018 stał na czele Czornomorca Odessa. 16 września 2019 został zwolniony z odeskiego klubu.

## Sukcesy
| Kariera piłkarska - CSKA Sofia: - mistrzostwo Bułgarii 1987 - Puchar Bułgarii 1985 i 1987 - Puchar Armii Sowieckiej 1985 i 1986 - Etyr Wielkie Tyrnowo: - mistrzostwo Bułgarii 1991 - III miejsce w lidze w sezonie 1989–1990 | Kariera szkoleniowa - FBK Kaunas: - Superpuchar Litwy 2007 - Liteks Łowecz: - mistrzostwo Bułgarii 2010 |